# Dragan Đukanović
Dragan Đukanović (nacido el 29 de octubre de 1969) es un exfutbolista montenegrino que se desempeñaba como delantero.
Jugó para clubes como el OFK Belgrado, OFI Creta, AC Omonia Nicosia, Örebro SK, Avispa Fukuoka, FK Mogren Budva, Racing, Istres, Ethnikos Asteras y FK Mogren Budva.

## Trayectoria

### Clubes
| Club              | País       | Año         |
| ----------------- | ---------- | ----------- |
| OFK Belgrado      | Yugoslavia | 1990 - 1992 |
| OFI Creta         | Grecia     | 1992 - 1995 |
| AC Omonia Nicosia | Chipre     | 1995 - 1996 |
| Örebro SK         | Suecia     | 1997 - 1998 |
| Avispa Fukuoka    | Japón      | 1998        |
| FK Mogren Budva   | Yugoslavia | 1999 - 2000 |
| Racing            | Francia    | 2000 - 2001 |
| Istres            | Francia    | 2001 - 2002 |
| Ethnikos Asteras  | Grecia     | 2002 - 2003 |
| FK Mogren Budva   | Yugoslavia | 2003 - 2004 |